# A Cruel Angel’s Thesis
A Cruel Angel's Thesis (яп. 残酷な天使のテーゼ Дзанкоку на тэнси но тэ:дзэ) — изначально открывающая тема аниме-сериала «Евангелион», премьерный показ которого проходил с 3 октября 1995 года по 27 марта 1996 года. Позднее песня входила в множество альбомов, как связанных с сериалом, так и нет. Также позднее появлялся ряд дополнительных версий песни. Слова для данной песни были написаны Нэко Оикава, музыка — Хидэтоси Сато. В сериале песня исполнялась Ёко Такахаси. Впоследствии появились версии песни в исполнении других певцов, как связанные с сериалом, так и нет. Так, версия песни «Director’s Edit.Version Ⅱ» впервые появившаяся в альбоме Neon Genesis Evangelion Addition, исполняется сэйю Рей Аянами, Аски Лэнгли Сорью и Мисато Кацураги. Из певиц, не связанных с сериалом, песня исполнялась, например, Сёко Накагавой. Также A Cruel Angel’s Thesis — серия одноимённых альбомов, в которые входила данная песня.

## Популярность
Подобно сериалу, данная песня стала хитом в Японии и после выхода сериала разошлась миллионным тиражом. В 1996 и 1997 годах, в течение двух лет после выхода оригинального сериала, песня занимала первое место в гран-при журнала Animage. В 2003 году, по рейтингу TV Asahi, «A Cruel Angel’s Thesis» заняла 18-е место в номинации «лучшая аниме-песня с 1990 года».
С выходом Rebuild of Evangelion популярность песни вновь поднялась. В 2008 году данная песня заняла седьмое место в десятке лучших работ Японии (яп. 国内作品分配額ベスト10) по версии JASRAC. В 2009 — восьмое. В том же году, согласно исследованию Daiichikosho Co., Ltd., «A Cruel Angel’s Thesis» стала наиболее популярной песней для караоке. В 2010 году в рейтинге JASRAC песня поднялась до третьего места. Наконец, в 2011 году песня заняла первое место. В 2019 году в рейтинге аниме-караоке JOYSOUND песня также находилась на первой позиции. В 2020 году получила первое место по итогам голосования за любимую песню из аниме на сайте телеканала TV Asahi. В 2022 году снова была присуждена лидирующая позиция в караоке по версии JOYSOUND и Daiichikosho Amusement Multimedia. В 2024 году TV Asahi провёл опрос на лучшую аниме-песню среди иностранцев, в результате топ-20 возглавила «A Cruel Angel’s Thesis».
Нэко Оикава заработала на авторских отчислениях более 600 млн иен (5,7 млн долларов), однако после развода у неё оказалось 70 млн иен долгов (666 тыс. долларов) и всего 32 тыс. иен (304 доллара) на банковском счету.
Максимальная позиция, занимаемая альбомом A Cruel Angel’s Thesis в рейтинге Oricon, была 27-й, максимальное же место A Cruel Angel’s Thesis 2009 Version было 22-м.

## Версии песни
Песня выходила в ряде различных вариантов, в основном появлявшихся в альбомах, сопровождавших «Евангелион». Первый альбом, связанный с «Евангелионом», появился вскоре после начала показа сериала, 25 октября 1995 года. Он назывался A Cruel Angel’s Thesis (яп. 残酷な天使のテーゼ) и содержал две полные версии песни, в честь которой был назван, — основную и версию для караоке, без вокала. Одновременно с ним выходил упрощённый альбом A Cruel Angel's Thesis/Fly Me To The Moon (яп. 残酷な天使のテーゼ/FLY ME TO THE MOON), содержащий лишь по одной полной версии песен, вынесенных в его название.

6 декабря 1995 года в альбоме Neon Genesis Evangelion (OST) появилась «Director’s Edit. Version».

16 февраля 1996 года, однако, в альбоме Neon Genesis Evangelion II была лишь версия «TV.Size Version». На тот момент сериал все ещё выходил.

21 декабря 1996 года в альбоме Neon Genesis Evangelion Addition появился вариант песни «Director’s Edit.Version Ⅱ».

6 ноября 1997 года в альбом ~refrain~ The songs were inspired by Evangelion вошла версия «Ambivalence Mix».

В вышедшем 30 марта 2001 года альбоме Evangelion: The Birthday of Rei Ayanami добавилась версия «A.D.2001».

26 октября 2005 года в альбоме Neon Genesis Evangelion Decade добавилась также «10-th Anniversary Version»

Наконец, 13 мая 2009 года выходила версия A Cruel Angel’s Thesis 2009 Version (яп. 残酷な天使のテーゼ 2009VERSION).

## Версии альбомовA Cruel Angel’s Thesis

### A Cruel Angel’s Thesis
A Cruel Angel’s Thesis (яп. 残酷な天使のテーゼ) — 25 октября 1995 года
| №  | Название                                                                           | Длительность |
| -- | ---------------------------------------------------------------------------------- | ------------ |
| 1. | «A Cruel Angel’s Thesis (яп. 残酷な天使のテーゼ)»                                  | 4:05         |
| 2. | «Цуки но мэйкю (яп. 月の迷宮 Цуки но мэйкю:, Лунный лабиринт)»                     | 5:46         |
| 3. | «A Cruel Angel’s Thesis (яп. 残酷な天使のテーゼ)» (версия без вокала)              | 4:05         |
| 4. | «Цуки но мэйкю (яп. 月の迷宮 Цуки но мэйкю:, Лунный лабиринт)» (версия без вокала) | 5:44         |

### A Cruel Angel’s Thesis/Fly Me To The Moon
A Cruel Angel's Thesis/Fly Me To The Moon (яп. 残酷な天使のテーゼ/FLY ME TO THE MOON) — 25 октября 1995 года
| №  | Название                                          | Длительность |
| -- | ------------------------------------------------- | ------------ |
| 1. | «A Cruel Angel’s Thesis (яп. 残酷な天使のテーゼ)» | 4:05         |
| 2. | «Fly Me to the Moon»                              | 4:32         |

### A Cruel Angel’s Thesis/Fly Me To The Moon (2003 год)
A Cruel Angel's Thesis/Fly Me To The Moon (яп. 残酷な天使のテーゼ/FLY ME TO THE MOON) — 26 марта 2003 года
| №  | Название                                                                                                 | Длительность |
| -- | --- | ------------ |
| 1. | «A Cruel Angel’s Thesis (яп. 残酷な天使のテーゼ)»                                                        | 4:05         |
| 2. | «Fly Me to the Moon»                                                                                     | 4:33         |
| 3. | «A Cruel Angel’s Thesis (яп. 残酷な天使のテーゼ)» (версия без вокала)                                    | 4:06         |
| 4. | «Fly Me to the Moon» (версия без вокала)                                                                 | 4:33         |
| 5. | «A Cruel Angel’s Thesis （Directors Edit. Version） (яп. 残酷な天使のテーゼ（Directors Edit. Version）)» | 4:04         |

### A Cruel Angel’s Thesis 2009 Version
A Cruel Angel’s Thesis 2009 Version (яп. 残酷な天使のテーゼ (2009VERSION)) — 13 мая 2009 года
| №  | Название                                                                                         | Длительность |
| -- | ------------------------------------------------------------------------------------------------ | ------------ |
| 1. | «A Cruel Angel’s Thesis 2009 Version (яп. 残酷な天使のテーゼ (2009VERSION))»                     | 4:27         |
| 2. | «Fly Me to the Moon (2009 Version)»                                                              | 4:34         |
| 3. | «One Little Wish»                                                                                | 5:02         |
| 4. | «A Cruel Angel’s Thesis 2009 Version (яп. 残酷な天使のテーゼ (2009VERSION))» (версия без вокала) | 4:27         |
| 5. | «Fly Me to the Moon (2009 Version)» (версия без вокала)                                          | 4:34         |
| 6. | «One Little Wish» (версия без вокала)                                                            | 5:01         |

## Альбомы, включавшие в себя «A Cruel Angel’s Thesis»

### Евангелион
- Neon Genesis Evangelion (OST) (1995 год)
- Neon Genesis Evangelion II (1996 год)
- Neon Genesis Evangelion Addition (1996 год)
- ~refrain~ The songs were inspired by Evangelion[англ.] (1997 год)
- EVANGELION THE DAY OF SECOND IMPACT (2000 год)[27]
- Evangelion: The Birthday of Rei Ayanami (2001 год)
- Refrain of Evangelion[англ.] (2003 год)
- Neon Genesis Evangelion Decade[яп.] (2005 год)

### Альбомы Ёко Такахаси
- BEST PIECES (1996 год)
- Li-La (1997 год)
- BEST PIECES II (1999 год)
- Super Valu (яп. スーパー・バリュー Су:па: барю:) (2001 год)
- Golden Best (яп. ゴールデン☆ベスト Го:рудэн бэсуто) (2004 год)
- Best 10 (яп. ベスト10 Бэсуто тэн) (2007 год)
- Essential Best (яп. エッセンシャル・ベスト Эссэнсяру бэсуто) (2007 год)

### Альбомы Мэгуми Хаясибары
- Bertemu[англ.] (1996 год)
- center color[яп.] (2004 год)

### Альбомы Мэгуми Огаты
- Ｌｉｖｅ［ｅｍ：ｏｕ］ｉｎ　ＴＯＫＩＯ　ｔｏ　ＨＯＮＧ　ＫＯＮＧ — 17 марта 1999 года[28]
- «Анимэгу (яп. アニメグ)»[29]

### Прочие альбомы
- Animetal Marathon V[англ.] (2003 год)
- Review: Mikuni Shimokawa Seishun Anison Cover Album[англ.] (2003 год)
- Para Para Max US Mix (2005 год)[30]